# Десятник Григорій Овсійович
Десятник Григорій Овсійович — радянський і український кінорежисер, сценарист, композитор,поет-пісняр. Член Національних спілок кінематографістів та журналістів України.

## Біографічні відомості
Народився 4 травня 1946 р. в Києві. Закінчив Київський державний інститут театрального мистецтва ім. І. Карпенка-Карого (1969).
У 1965—2003 роки працював на студії «Укртелефільм».
У 1969—1976 рр. викладав на факультеті журналістики КНУ ім. Т.Шевченка. 
З 2011 року — художній керівник режисерської майстерні Інституту телебачення, кіно і театру Київського міжнародного університету; автор численних навчальних посібників і наукових статей з питань екранної творчості.

## Фільмографія
Автор сценаріїв стрічок:
- «Історія України» (1993—1995, цикл з 5-ти телефільмів);
- «Пейзаж душі після сповіді» (1995, автор дикт. тексту);
- «І добрим словом пом'яну… Микола Аркас» (1995, у співавт.; реж. С. Дудка)
- «Йоган Готфрід Шедель» (1995, у співавт. з Л. Федоровою; реж. В. Соколовський)
- «Іван Григорович-Барський» (1996, у співавт. з Л. Федоровою; реж. В. Соколовський)
- «Андрій Меленський» (1997, у співавт. з Л. Федоровою; реж. В. Соколовський)
- «Олександр Вербицький» (1998, у співавт. з М. Кальницьким; реж. В. Соколовський)
- «Козацький літопис Самійла Величка» (1998, реж. С. Дудка)
- «Валеріан Риков» (1999, у співавт. з М. Кальницьким; реж. В. Соколовський)
- «Олександр Шіле» (1999, у співавт. з М. Кальницьким; реж. В. Соколовський).

Співавтор сценаріїв та режисер фільмів:
- «Історія електрозварювання» (цикл з 8-ми телефільмів)
- «Про подвиг, про славу, про долю» (1991)
- «Банк»
- «Десятинна церква» (1991)
- «Історія Києва» (1992—1996, цикл з 13-ти телефільмів)
- «У храмі фармації»
- «Щастя Кіндрата Лохвицького» (1996)
- «Вікентій Хвойка» (1998, авт. сценар. В. Колодяжний)
- «Силою розуму» (1998, авт. сценар.)
- «Микола Бернадос» (1998, авт. сценар.)
- «Шлях Івана Кавалерідзе» (1999)
- «Музеї Києва» (1996—2000, цикл з 12-ти телефільмів) та багато інших.
- Автор численних військово-патріотичних (зокрема, з репертуару Ансамблю прикордонної служби України), громадянських, спортивних пісень, музики до телефільмів і телепрограм.
- Автор навчальних посібників «Жанрова своєрідність та майстерність створення документального телефільму» (К., 1976) та ін.